# 1801 au théâtre
| Années du théâtre : 1798 - 1799 - 1800 - 1801 - 1802 - 1803 - 1804    |
| Décennies du théâtre : 1770 - 1780 - 1790 - 1800 - 1810 - 1820 - 1830 |

## Pièces de théâtre publiées
- La Pucelle d’Orléans, drame historique en vers de Friedrich von Schiller.

## Pièces de théâtre représentées
- 4 septembre : Défiance et Malice, ou le Prêté-rendu, comédie en un acte et en vers de Michel Dieulafoy, représentée pour la première fois au théâtre Français de la République[1].

## Naissances
- 11 décembre : Christian Dietrich Grabbe, écrivain et auteur dramatique allemand, mort le 12 septembre 1836.

## Décès
- 21 mai : Nicolas-Médard Audinot
- 30 juin : Alexandre Bultos, comédien et directeur de théâtre bruxellois, né le 19 août 1852.
- novembre : Dalainville
- 20 décembre : Johann Friedrich Ferdinand Fleck, acteur allemand, créateur des principaux rôles des tragédies de Schiller, né le 10 juin 1757.
- 22 décembre : Nicolas Fallet, dramaturge français, né le 11 septembre 1746.